# Industrialisering och näringsliv i Skara

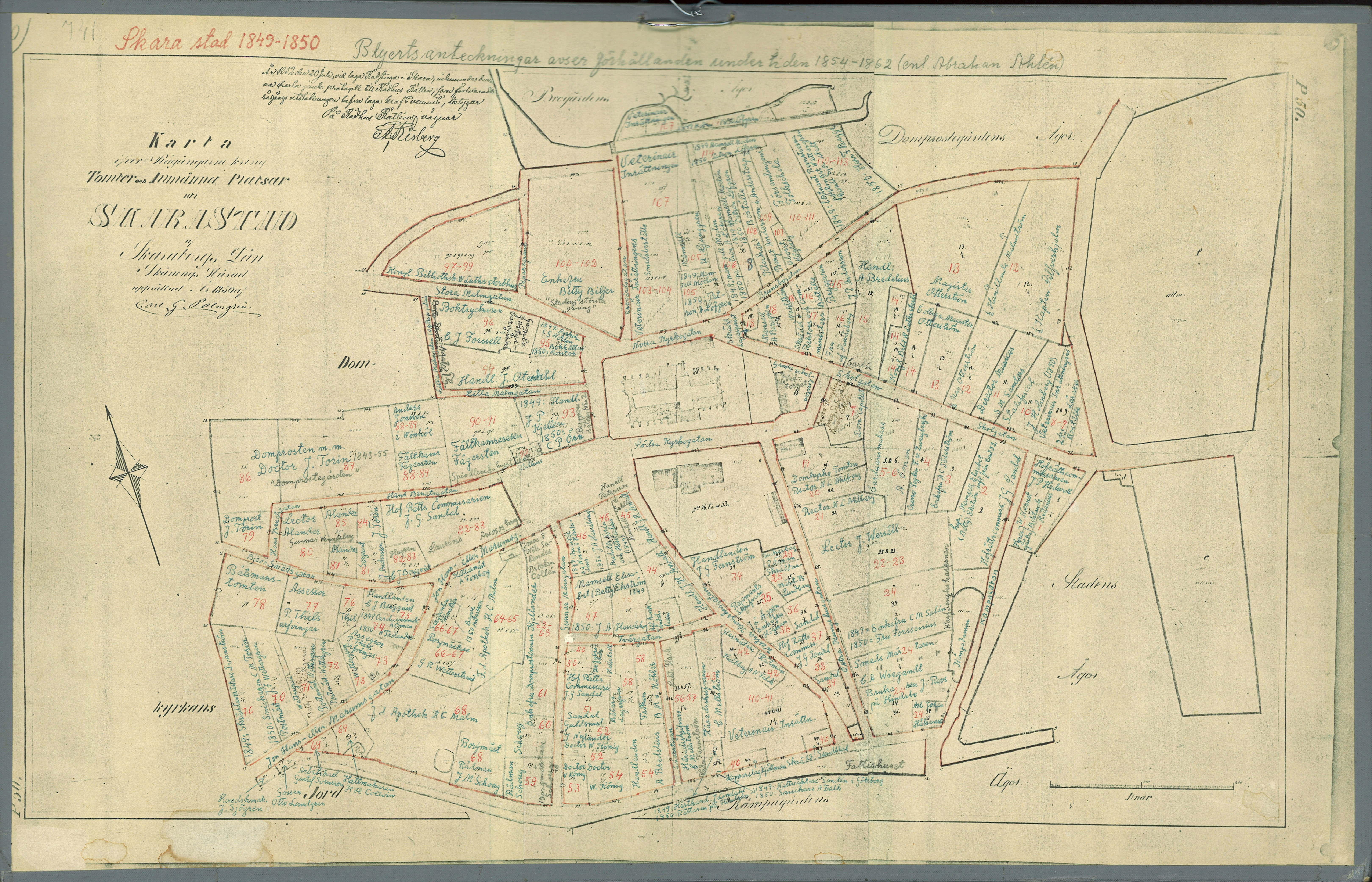
Karta över Skara år 1850, strax innan industrialiseringen i staden tog fart.

Industrialisering och näringsliv i Skara utvecklades sent jämfört med resten av landets tätbefolkade områden. Inga stora vattendrag fanns till hands för elproduktion och järnvägen tillkom först år 1874.
När Skara väl kom igång gick det dock ganska fort, ett exempel på stadens utveckling är att Skara var först i Sverige med modernt reningsverk för kloakvatten 1896.
Stadens industrialiseringsprocess har hela tiden präglats av det aktiva jordbruket i trakten men jordbruk blev bara en av flera inriktningar som stadens industriella verksamheter jobbat med genom åren.

## Hushållningssällskapet

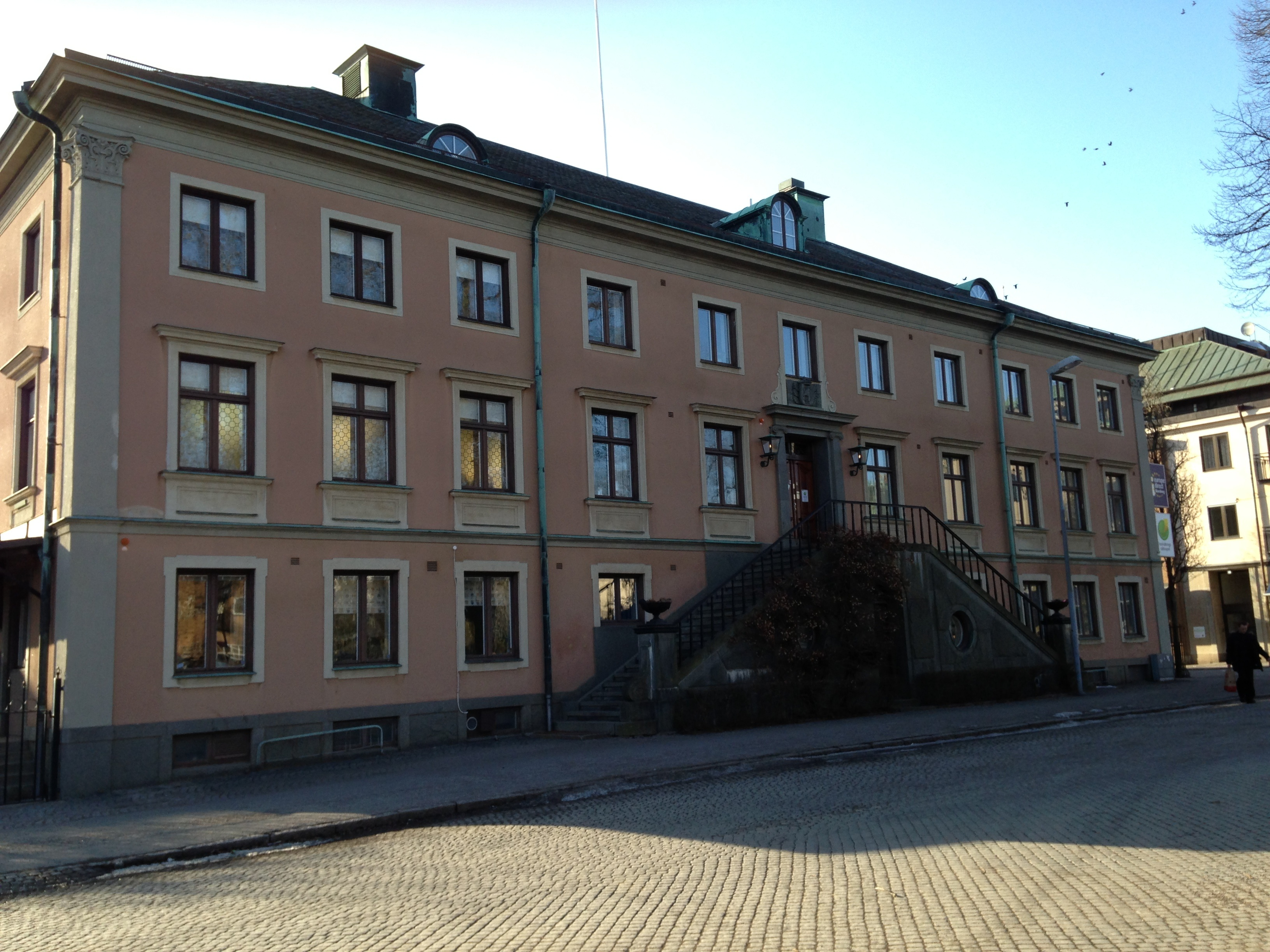
Hushållningssällskapets byggnad i Skara. Sällskapets betydelse underströks av husets centrala placering invid järnvägsstationen.

Hushållningssällskapet grundades redan 1807 och flera viktiga personer som till exempel landshövdingen, biskopen, domprosten och en hovmarskalk stod som initiativtagare. Verksamheten startades i Skara men flyttades snart öster om Billingen, men kom tillbaka till Skara 1922, antagligen tack vare att en snöstorm radikalt minskade deltagandet av ”östbillingar” vid en omröstning om sällskapets placering. 1928 stod huvudbyggnaden klar, som även inhyste post, Trollhätte kraftverks lokalkontor (som var Skara elverks strömkälla från 1908, där förhandlingarna lade taxorna på en gynnsam nivå för industrin). Hushållningssällskapet arbetade med att förmedla nya metoder och ny teknik genom möten och senare även via mässor. Arbetet handlade om att gynna jordbruksnäringen och det anlades flera forsknings, kontroll, och veterinärinstitutioner. Aktörerna inom dessa är andra idag men arbetet fortsätter genom bland annat SLU.  Sällskapet initierade även sparbanken Skaraborg, som är den lokala banken i området än idag. Numera (2010-tal) bedrivs hushållningssällskapets arbete främst genom rådgivning gällande det mesta inom jordbruksindustrin.

## Grönlunds plåt
Grönlunds plåt drivs idag av 4:e generationen ägare och grundades redan 1873. I början tillverkades framför allt takplåt. Andra generationen innebar utvidgad verksamhet där man även började tillverka  stuprör och hängrännor. Ytterligare tillväxt under 40-talet ledde till att företaget snart klassades som Skaraborgs största plåtslageri. Företaget har försökt anpassa sig efter efterfrågan i tidens gång och nu tillverkas allt från motordelar till skåp och diskbänkar. Företaget är 2013 fortfarande verksamt i Skara.

## Skarabergs Smidesverkstad
Skarabergs Smidesverkstad, eller Sme'n som den är lokalt känd som, grundades på 1880-talet av August Andersson och är ett familjeföretag med den fjärde generationen i styret vid tillfället. Företaget låg till en början på Skaraberg, men flyttades sedan längre ner mot centrum på grund av att de inte kunde bygga ut då kommunen skulle bygga villor på området. Augusts son Nils fick mer fart på affärerna när han tog fram flera nya produkter som gjorde mycket succé. Detta gällde framförallt de cykelställ som blev mycket populära och snart sågs runt om i hela landet. Andra produkter var gummivagnar, släpkärror, pakethållare och drag till bilar. Verksamheten har sedan dess utökats med entreprenadarbeten, hantering av byggavfall och uthyrning av sopcontainrar. På senare tid har företagets verksamhet mer koncentrerats på entreprenadsidan med mobilkran, grävmaskin och lastmaskiner. Företaget har 2013 runt 30 anställda.

## Skaras Kakelbruk
Skaras kakelbruk brukar kallas Skaras första riktiga industri då den grundades redan år 1894. Vid sidan av kakelugnar, som var företagets huvudvara, tillverkades också pottor, handfat och lerfat. Någon decennium in på 1900-talet dök det dock upp nymodigheter i form av centralvärme, vilket trängde bort kakelugnar från marknaden och tog kål på Skaras första industri.

## Skofabrik
Skara Skofabrik fanns i Skara i början av 1900-talet. Fabriken hade vid den tiden inte en väldigt betydande roll, men fick ett stort uppsving i omsättningarna år 1925 när fabriken blev uppköpt av en större skoproducent. Företaget fokuserade på damskor och blev inom kort en av de ledande producenterna inom området i Sverige, då deras skor ansågs som mycket moderiktiga. Fabriken hade som mest vid 1935 150 anställda personer. Den lades ner 1966 i och med att man började importera mer produkter.

## Gjuteri och vapenfabrik
Skaras Gjuteri och Vapenfabrik grundades år 1906. Den fick ett stort uppsving under Första Världskriget då man både sålde vapen inhemskt och exporterade till utlandet med Ryssland som främsta kund. Efterfrågan var mycket stor och arbetskraft rekryterades från hela landet. Efter den ryska revolutionen minskades dock efterfrågan avsevärt och företaget med 300 anställda gick i konkurs.

## Västgöta äggexportförening
Redan 1909 bildades västgöta äggexportförening av ca 200 lokala äggkretsar och 8000 äggproducenter via Skaraborgs Fjäderfäavelsförening. Ett centrum för ägghantering och ett fjäderfäslakteri anlades i staden. Noggranna kontroller ledde till fina råvaror och äggen klassades som högsta kvalitet i London. I början av 40-talet låg produktionen på 2 miljoner kg ägg per år till ett värde av drygt 3 miljoner kr, vilket motsvarar ca. 71 347 000 i dagens penningvärde. Ett viktigt namn inom företaget är Håkan Andersson, som började som producentrådgivare på västgöta ägg 1959. Tio år senare blev han vd för företaget. Han satt kvar på sin post fram till 1975 då verksamheten slogs ihop med riksföreningen och blev en del av Kronägg.

## Scans utveckling
Slakteriet, nuvarande HK Scan, började med en ambition att skapa större möjlighet för expansion och för att bli en maktfaktor för producenterna. Skaraborgs läns Andelsslaktförenings slakteri stod klart år 1918 efter en omröstning om var det nya slakteriet skulle befinna sig. Slakteriet placerades i Skara tack vare järnvägen som invigts av Oscar II år 1900. Densamme ansåg att Skaras strategiska placering  med tanke på transport och exportmöjligheterna med järnvägen till Göteborg var det bästa valet och rekommenderade att placera komplexet i Skara. Dessutom var Skara Hushållningssållskapets hemort, mitt i det livsmedelsproducerande jordbrukslandskapet. Under slutet av 20 och början av 30-talet gick slakteriet i motvind, precis som de flesta andra verksamheter, på grund av depressionen. Ledningen diskuterade samarbeten och till och med försäljning. Dock ryckte Hushållningssällskapet in och skapade en kommitté för slaktverksamhet inom länet 1933 och samma år bildades riksorganisationen Sveriges slakteriförbund. Bönderna ansåg att fortsatt samarbete i föreningsform var den rätta vägen att fortsätta på och Skaraborgsläns Slaktdjursförening föddes. Verksamheten togs över av denna förening och 40-talet innebar blomstrande tillväxt. Detta, som följdes av guldåren under 1950 och 60 talen öppnade för ännu mer expansion. År 1968 byggdes en fryshall som tog in alla djupfrysta färsprodukter från hela Sverige. För att möta konkurrensen inom den öppna EU-marknaden avskaffades den svenska jordbruksregleringen vid denna tid och detta ledde till sammanslagningar, vilket i sin tur resulterade i att de fyra västsvenska slakteriföreningarna bildade Scan väst. Sedan dess har Scan gått under ett antal namn och 2013 är företaget finskägt och går under namnet HK Scan.

## Skara frys
Skara frys grundades år 1955 av Sven-Olof Gustavsson, som senare kom att kallas Frys-Olle. Det började med en enda lastbil men hade vid 1970 utökats till hela 15 lastbilar. Frys-Olle insåg att hans affärer skulle växa och bestämde sig för att bygga ett fryslager. Företaget har kunder bland båda lokala verksamheter och livsmedelsjättar. 1972 och under följande år byggdes anläggningen ut 9 gånger och år 2010 omfattade lagret 47 000 pallplatser. Det räknades då som ett av Sveriges största frys- och kylföretag. På lagret lastas allt från fågel, fisk och allt korvbröd i Sverige. Det är 2013 fortfarande ett familjeföretag och har ca. 40 anställda.

## Kronfågel
Västagöta Äggs hönsslakteri som legat i Skara under en tid togs över av Kronfågel i början av 1970-talet. Med tiden koncentrerade man sig mer och mer på kyckling. Mycket av råvarorna gick till livsmedelsindustrin och slutade som kycklingburgare och chicken nuggets hos bland annat McDonalds. De hade som mest runt 300 anställda. År 2004 lades anläggningen ner och 150 personer förlorade sina jobb.